# Dig Me Out
Dig Me Out è il terzo album in studio del gruppo rock statunitense Sleater-Kinney, pubblicato nel 1997.

## Tracce
Musiche di Sleater-Kinney.
1. Dig Me Out – 2:40
2. One More Hour – 3:19
3. Turn It On – 2:47
4. The Drama You've Been Craving – 2:08
5. Heart Factory – 3:54
6. Words and Guitar – 2:21
7. It's Enough – 1:46
8. Little Babies – 2:22
9. Not What You Want – 3:17
10. Buy Her Candy – 2:02
11. Things You Say – 2:56
12. Dance Song '97 – 2:49
13. Jenny – 4:03

## Formazione
- Corin Tucker - voce, chitarra
- Carrie Brownstein - chitarra, voce
- Janet Weiss - batteria, percussioni

## Riconoscimenti
L'album appare nella lista dei "500 Greatest Albums of All Time" di Rolling Stone al numero 272 